# Riba (Islamisk rättslära)
Riba (arabiska ربا) betyder ränta och är förbjudet enligt flera verser i Koranen (bland annat 2:275-280, 3:130, 30:39) och många autentiska hadither i Sunna. Den allra största majoriteten av islamiska jurister och allmänna muslimer följer denna syn.
I modern tid har det uppstått nya omstridda tolkningar av riba. Enligt en tolkning, som anpassats för den västerländska ekonomins krav, delar man riba i ränta och ocker och tolkar Koranens regler som förbud för ocker men inte ränta.
Det finns två huvudsakliga former av riba. Mest utbredd är räntan eller annan ökning på ett kontantlån, som är känt som riba an-nasiya. De flesta islamiska jurister menar att det finns en annan typ av riba, som är det samtidiga utbytet av ojämlika kvantiteter eller egenskaper hos en given vara. Detta är känt som riba al-fadl.

## Andra betydelser
- RIBA förkortning för Royal Institute of British Architects